# Medasina strixaria
Medasina strixaria är en fjärilsart som beskrevs av Achille Guenée 1858. Medasina strixaria ingår i släktet Medasina och familjen mätare. Inga underarter finns listade i Catalogue of Life.